# Tarfaya (película)
Tarfaya es una película del año 2004.

## Sinopsis
Myriam, 28 años, llega a un pequeño pueblo del Norte de Marruecos llevando únicamente una maleta y una dirección en el bolsillo, dispuesta a alcanzar la costa española. Mientras espera su turno para cruzar clandestinamente, conoce a otras mujeres en su misma situación y a Hassan, un joven marginal que se acaba enamorando de Myriam. Buscando que ella le corresponda, Hassan llega incluso a robar a Did, el líder de su banda, para que Myriam, que ha perdido todo su dinero en un intento fallido de abandonar el país, pueda volver a intentarlo. Entonces aparece Lalla Fatima, anterior jefa de Myriam, a la que ha estado persiguiendo desde que descubrió que la chica le había robado una cantidad considerable de dinero. Finalmente, y a pesar de todo, Myriam logrará escapar, no sin antes pagar un precio muy alto por su libertad.

## Premios
- Festival National du Film Marocain de Tanger 2005
- Festival de Rabat 2004